# GROUP-E
GROUP-E Collaboration Software (GROUP-E) è un'applicazione web che riunisce in un'unica piattaforma le funzioni di un groupware, di gestione progetti e di business server. Group-e si basa su architettura LAMP servendosi inoltre, per la gestione dell'e-mail di Cyrus IMAP server e di Postfix. Consente inoltre l'accesso trasparente a condivisioni samba tramite interfaccia web. Il linguaggio di programmazione è PHP. Dal 2005 è distribuito con licenza GPL.

## Nascita e sviluppo
L'idea originaria di GROUP-E nasce con l'intenzione di realizzare un "ufficio virtuale", sulla base di PHP, Apache, MySQL, OpenLDAP e Cyrus IMAP server. La prima versione (1.0),  sviluppata grazie anche all'erogazione di fondi pubblici, è stata distribuita nel 2003. Nel 2005 la versione 1.5 veniva pubblicata sotto GPL. La versione attuale è la 1.642. Il target del software sono le piccole-medie imprese. Viene utilizzata anche dalle pubbliche amministrazioni, soprattutto in Austria e Germania. Viene impiegata inoltre da circa il 70% dei comuni dell'Alto Adige

## Funzioni
Le principali funzioni messe a disposizione da Group-e sono
- e-mail
- messaggistica
- calendario (personale e condiviso)
- rubrica (personale e condivisa)
- gestione informazioni e documentazione
- condivisione di file
- gestione di progetti
- condivisione di segnalibri
- home-page utente (portale)

L'interfaccia è ampiamente personalizzabile. L'amministrazione avviene tramite interfaccia web,  consentendo la gestione utenti, gruppi, permessi e abilitazione dei moduli disponibili, senza richiedere alcuna conoscenza specifica di programmazione o amministrazione di sistemi.